# Holandia na Letnich Igrzyskach Olimpijskich 1952
Holandię na XV Letnich Igrzyskach Olimpijskich w Helsinkach reprezentowało 104 zawodników i zawodniczek.

## Zdobyte medale
| Medal  | Zawodnik | Dyscyplina sportowa | Konkurencja                                  |
| ------ | --- | ------------------- | -------------------------------------------- |
| Srebro | Jules Ancion André Boerstra Harry Derckx Han Drijver Dick Esser Roepie Kruize Dick Loggere Lau Mulder Eddy Tiel Wim van Heel Leo Wery | Hokej na trawie     | mężczyźni                                    |
| Srebro | Puck Brouwer | Lekkoatletyka       | 200 metrów kobiet                            |
| Srebro | Hannie Termeulen | Pływanie            | 100 metrów kobiet stylem dowolnym            |
| Srebro | Geertje Wielema | Pływanie            | 100 metrów kobiet stylem grzbietowym         |
| Srebro | Marie-Louise Linssen-Vaessen Koosje van Voorn Hannie Termeulen Irma Heijting-Schuhmacher                                              | Pływanie            | Sztafeta 4x100 metrów kobiet stylem dowolnym |